# Pierre Isnard (archevêque)
Pour les articles homonymes, voir Pierre Isnard et Isnard.
Pierre Isnard, dit aussi Pierre Ier Isnard ou Peire Isnard (?-† novembre 1190), est un religieux du Moyen Âge ; il fut chanoine d’Arles, évêque de Toulon (1168-1183) puis  archevêque d’Arles (1183–† fin novembre 1190).

## Biographie
On ne connaît que peu d'éléments de la vie de Pierre Isnard. Selon Guy Allard, il serait membre de la famille de Aynard (olim Monteynard) en Dauphiné.
Il s'illustre par sa piété et l'humilité de sa conduite. Ainsi en 1183, lorsqu'il est nommé au siège arlésien, il désire conserver l'habit blanc des chanoines et continuer à vivre avec eux en communauté, selon la règle de saint Augustin.
En 1187, il reçoit l'hommage de Rostan de Fos pour les pêcheries du port Saint Geniès. Ces  bourdigues étaient situées entre Saint Geniès "Jonquières" et l'ile à l'entrée de l'étang de Berre.
En 1189, il concède un port et un salin aux moines de l'abbaye d'Ulmet, en Camargue qui avaient reçu peu de temps auparavant en 1177 des seigneurs des Baux les étangs du Fournelet et de Canadel ou de la Dame.
En 1190, à sa demande, les Templiers qui ne sont pas propriétaires de l’église des Saintes-Maries-de-la-Mer assurent la protection du lieu en y installant un commandeur de chevaliers et une bannière de 30 turcopoles de la commanderie.
En juillet, avant son départ en Terre Sainte, il rend un jugement provisoire à propos du conflit urbain entre les communautés de la Cité, dont il est le seigneur, et du Bourg qui appartient aux Porcelet.
En août il s’embarque, probablement de Marseille, pour les croisades et en novembre de la même année meurt en Palestine, peut-être au siège de Saint-Jean d'Acre,.
Comme son successeur Imbert d’Eyguières, Pierre féodalise les relations entre l’archevêché et la puissante famille aristocratique des Baux au prix d’un accroissement des domaines inféodés à cette lignée. Et c'est sous son épiscopat que les travaux d'agrandissement de l'enceinte primitive de la ville sont entrepris au nord pour englober les quartiers du Marché et du Bourg-neuf.